# Садове (Цілиноградський район)
Садо́ве (каз. Садовое) — село у складі Цілиноградського району Акмолинської області Казахстану. Входить до складу Родинського сільського округу.
Населення — 322 особи (2021; 394 у 2009, 453 у 1999, 454 у 1989).
Національний склад станом на 1989 рік:
- росіяни — 54 %.